# Damyang
Damyang (del coreano: 담양), oficialmente Condado de Damyang (en coreano: 담양군, Damyang-gun), es un condado en la provincia de Jeolla del Sur, Corea del Sur. Los productos derivados del bambú y las fresas son productos locales muy conocidos.

## Bambú
Damyang es una de las zonas más populares de la península coreana donde podemos encontrar bambú. Sus bosques de bambú son muy apreciados por los coreanos. Existen centros como el Museo del Bambú y Junokwon (죽녹원), un parque con jardines de bambú verde.

## Caminos
Los caminos en Damyang también son importantes. Están bordeados con muchos árboles de la especie Metasequoia. Fueron destacados entre los caminos más bellos de toda Corea.